# Халафша
Халафша́ (азерб. Xələfşə) — село в Физулинском районе Азербайджана, в 6 километрах к юго-западу от города Физули.

## История
Село упоминается под названием «Халифашахлы» в «Налоговом реестре Гянджа-Карабахского эялета», составленном в 1727 году османской администрацией. Согласно документу, в селе не было постоянного населения, а его территория использовалась жителями соседних сёл как посевные земли. В «Описании Карабагской провинции» 1823 года указано, что в деревне Халяфшали Кебирлинского магала имелся 21 дым.
По данным «Свода статистических данных о населении Закавказского края, извлеченных из посемейных списков 1886 года», в селе Халафша Каргабазарского сельского округа Джебраильского уезда Елизаветпольской губернии был 41 дым и проживало 263 человек, из которых 205 были азербайджанцами (указаны как «татары»), по вероисповеданию — шиитами, и 58 — армянами. Всё население являлось владельческими крестьянами.
В ходе Первой карабахской войны село в 1993 году перешло под контроль непризнанной НКР, согласно утверждённому в 2005 году административно-территориальному делению которой располагалось в Гадрутском районе. Осенью 2020 года по итогам Второй карабахской войны вернулось под контроль Азербайджана. В январе 2021 года Министерство обороны Азербайджана распространило видеокадры из Халафши.